# جواد خدادادی
جواد خدادادی (زادهٔ ۱۳۲۳ تهران – مرگ ۴ شهریور ۱۳۸۷ دورتموند آلمان) هنرپیشهٔ تئاتر، سینما و تلویزیون در ایران بود.

## زندگی
جواد خدادادی در سال ۱۳۲۳ در تهران زاده شد. ابتدا کارمند ادارهٔ تئاتر بود اما به واسطهٔ استعداد و علاقه‌مندی به بازیگری، به دانشکدهٔ هنرهای دراماتیک راه یافت و پس از آن وارد عرصهٔ هنرپیشگی شد. شروع فعالیت هنری وی از اواخر دههٔ پنجاه و اوائل دههٔ شصت با بازی در تله تئاترهای مختلف از جمله «در شاهراه»، «دکتر کنوک» و تئاتر تلویزیونی «دکتر فاستوس» به کارگردانی ایرج راد بود. پس از انقلاب ایران، در میانهٔ دههٔ شصت، در سریال تلویزیونی «آئینه» به کارگردانی غلامحسین لطفی، بسیار خوش درخشید و به اوج محبوبیت دوران بازیگری‌اش دست یافت. به دنبال آن، وی در نقش‌های متفاوتی ظاهر شد که از آن میان می‌توان به نقش ابوذر غفاری در سریال تلویزیونی امام علی به کارگردانی داوود میرباقری اشاره کرد.
وی در ۴ شهریور سال ۱۳۸۷ در پی عارضهٔ قلبی در بیمارستانی در دورتموند آلمان درگذشت و در همان‌جا به خاک سپرده شد.

## آثار

### تلویزیون
| سال  | نام                    | سمت    | کارگردان                | توضیحات                                                          |
| ---- | ---------------------- | ------ | ----------------------- | ---------------------------------------------------------------- |
| ۱۳۷۳ | اشتباه در اشتباه       | بازیگر | جواد انصافی             | شبکه ۱ کارگردان تلویزیونی: «علی عسگری»                           |
| ۱۳۷۰ | امام علی               | بازیگر | داوود میرباقری          | شبکه ۱ در نقش «ابوذر غفاری»                                      |
| ۱۳۷۰ | هزار برگ و هزار رنگ    | بازیگر | حسین محب‌اهری حسین فردرو | برنامه کودک و نوجوان شبکه ۱                                      |
| ۱۳۶۸ | ازدواج پر ماجرا        | بازیگر | منوچهر پوراحمد          | در نوروز ۱۳۶۹ از شبکه ۱ پخش شد. کارگردان تلویزیونی: «شیرین جاهد» |
| ۱۳۶۵ | تله‌تئاتر «دکتر کنوک»   | بازیگر | ایرج راد                |                                                                  |
| ۱۳۶۴ | تله‌تئاتر «دکتر فاستوس» | بازیگر | ایرج راد                |                                                                  |
| ۱۳۶۴ | آئینه                  | بازیگر | غلامحسین لطفی           | شبکه ۱                                                           |
| ۱۳۵۷ | تله‌فیلم «مسافرت»       | بازیگر | عزت‌الله انتظامی         |                                                                  |
| ۱۳۵۰ | تله‌تئاتر «در شاهراه»   | بازیگر | ایرج راد                |                                                                  |